# 赤ちゃん誕生
『赤ちゃん誕生』（あかちゃんたんじょう）は、林房雄の小説と1966年と1970年の2回に渡ってテレビドラマ化された作品。双方とも白黒作品。
小説は1956年に講談社から出版されていた。

## 読売テレビ版
1966年7月8日 - 同年10月21日に読売テレビ制作・日本テレビ系列で放送。全16回。放送時間は毎週金曜21:00 - 22:00（JST）。
大型歴史ドラマ『明治天皇』（第1部）の次番組として放送されたが、本作を以てNTV金曜21時枠のYTV制作番組は終了、この後はNTV制作ドラマ枠『グランプリ劇場』→『サスペンス劇場』→【正式枠名無し】→『（トヨタ）金曜劇場』が1985年9月27日まで続く。

### あらすじ (読売テレビ版)
高山出身の三田光男は、名古屋の建築事務所に勤めるホワイトカラー。郊外にマイホームを建て、愛妻の美和子と二人暮らしだが、その美和子が近くおめでたとあって期待と不安で落ち着かない。折しも志摩から美和子の従妹、富子が転がり込んで強引に居候を決め込み、仕事の依頼主として初恋の人、歌代が現れるなど、光男の周辺はにわかに慌ただしなる。
そこへ頑固一徹な父、光右衛門から「何が何でも男子を生むこと」という無茶な指令が舞いこんだ…。

### キャスト
- 松方弘樹
- 小林千登勢
- 大坂志郎
- 久保菜穂子
- 太田博之
- 美樹克彦
- 松島トモ子
- 小川知子
- 賀原夏子

### スタッフ
- 原作：林房雄
- 脚本：北條誠
- 演出：荻野慶人

### 参考資料
- テレビドラマデータベース

| 日本テレビ系列 金曜21時枠                                                       | 日本テレビ系列 金曜21時枠                     | 日本テレビ系列 金曜21時枠     |
| 前番組                                                                          | 番組名                                        | 次番組                        |
| ------------------------------------------------------------------------------- | --------------------------------------------- | ----------------------------- |
| 明治天皇（第1部） 【YTV制作】 ↓ ザ・ビートルズ日本公演 （1966.7.1） 【NTV制作】 | 赤ちゃん誕生（1966年版） （1966.7.8 - 10.21） | 宴 【ここからグランプリ劇場】 |

## 銀河ドラマ版
1970年2月2日 - 同年2月13日にNHK総合テレビジョンの『銀河ドラマ』で放送。全10回。NHK名古屋放送局制作。

### 概要
『銀河ドラマ』第21作。初の名古屋放送局制作で、本作以降東京、大阪、名古屋の三局分担制作体制が定着する。名古屋を中心に岐阜県高山や三重県志摩などでロケを行ってローカル色をふんだんにとりこみ、初めて子を持つ夫婦と周囲の人々が巻き起こす騒動を描くライトコメディ。主要キャストに東宝色が濃いのも特徴である。

### キャスト
- 三田光男 …………… 児玉清
- 三田美和子 ………… 水野久美
- 三田光右衛門 ……… 山茶花究
- 三田喜多子 ………… 中畑道子
- 西山医師 …………… 小泉博
- 金光寺の和尚 ……… 殿山泰司
- 富子 ………………… 丘みつ子
- 鶴次 ………………… 森本治行（現・レオ）
- 歌代 ………………… 伊藤友乃
- 矢代 ………………… 天野鎮雄
- 大島 ………………… 柳有
- 看護婦 ……………… 内田藍子
- 岡田百也

### スタッフ
- 原作：林房雄
- 脚本：土井行夫
- 演出：伊藤豊英、伊神幹
- 音楽：宇野誠一郎
- 制作：安井恭司

### 参考資料
- 「テレビジョンドラマ」（放送映画出版）

| NHK 銀河ドラマ                     | NHK 銀河ドラマ                                    | NHK 銀河ドラマ                |
| 前番組                             | 番組名                                            | 次番組                        |
| ---------------------------------- | ------------------------------------------------- | ----------------------------- |
| 朱鷺の墓 （1970.1.12 - 1970.1.30） | 赤ちゃん誕生（1970年版） （1970.2.2 - 1970.2.13） | めし （1970.2.23 - 1970.3.6） |